# Gunie rzucone na druty
Gunie rzucone na druty (tyt. oryg. Gunat mbi tela, inny tytuł Gunat përmbi tela) – albański film fabularny z roku 1977 w reżyserii Muharrema Fejzo.

## Fabuła
Akcja filmu rozgrywa się w roku 1920, w czasie powstania albańskiego, skierowanego przeciwko wojskom włoskim okupującym Vlorę. Tytuł filmu pochodzi od specyficznej taktyki, zastosowanej w walce przez albańskich powstańców. Aby przedostać się przez otaczające włoski garnizon zasieki z drutu kolczastego Albańczycy kładli na nich gunie i dzięki nim sforsowali przeszkodę. W kluczowym momencie bitwy Hodo skupia na sobie ogień nieprzyjaciela.
Film realizowano we Wlorze.

## Obsada
- Thimi Filipi jako kapedan
- Luftar Pajo jako Velo
- Sulejman Pitarka jako generał
- Fatos Sela jako Hodo
- Stavri Shkurti jako nauczyciel
- Jani Riza jako wujek Selo
- Liza Laska jako matka Belula
- Serafin Fanko jako Heliot
- Zehrudin Dokle jako Zef
- Rajmonda Bulku jako Fatua
- Lulëzim Jonuzi jako Belul
- Shpresa Bërdëllima jako narzeczona Belula
- Zija Grapshi
- Adem Gjyzeli
- Muhamet Sherri